# Fatima al-Fihri
Fatima bint Muhammad al-Fihri al-Kurajsz (arab. فاطمة بنت محمد الفهري القرشية; ur. ok. 800 w Kairuan, zm. ok. 880) – fundatorka meczetu Al-Karawijjin w Fezie w Maroku, który w 1963 przekształcił się w uniwersytet uważany za najstarsze na świecie centrum naukowe. Była też znana jako Umm al-Banayn. Pojawia się w Rawd al-Qirtas Ibn Abi Zara (zm. między 1310 a 1320), ale jej istnienie podawane jest w wątpliwość.

## Życiorys

### Źródła i legendy o Fatimie
Wiemy o niej tyle, co podał XIV-wieczny historyk Ibn Abi-Zar, ponieważ inne źródła na jej temat zostały zniszczone przez pożar w 1323. Pochodziła z arabskiego rodu Kurajsz. Około 824 umarła jej matka. Z powodu konfliktu między częścią Ulemów a rządzącą dynastią Aghlabidów rodzina al-Fihri wraz z setkami innych wyemigrowała z Kairuanu do Fezu w Maroku. Ojciec Fatimy, Mohammed Bnou Abdullah al-Fihri, rozwinął działalność kupiecką i zaczął odnosić sukcesy. Fatima była mężatką. W krótkim czasie zmarli jej mąż i ojciec. Fatima i jej siostra Meriam odziedziczyły majątek po ojcu. Obie były dobrze wykształcone, studiowały islamską filozofię prawa i zapiski Mahometa. Założyły w Fezie meczety: Meriam w 857 Al-Andalusijjin (pomogły jej rodziny przybyłe w tym samym czasie z Andaluzji, stąd nazwa obiektu), a Fatima w 859 Al-Karawijjin. Przyczyną była konieczność stworzenia miejsca do nauki i modlitwy dla muzułman, którzy w dużej liczbie przybyli do Maroka.
Fatima nazywana była matką chłopców. Historyk Mohammed Yasser Hilali twierdzi, że to określenie odnosi się do jej opieki nad studentami.

W Tunezji jest uznawana wręcz za świętą, a w Fezie bardzo czczona. W 2017 w Tunezji ustanowiono nagrodę jej imienia. 

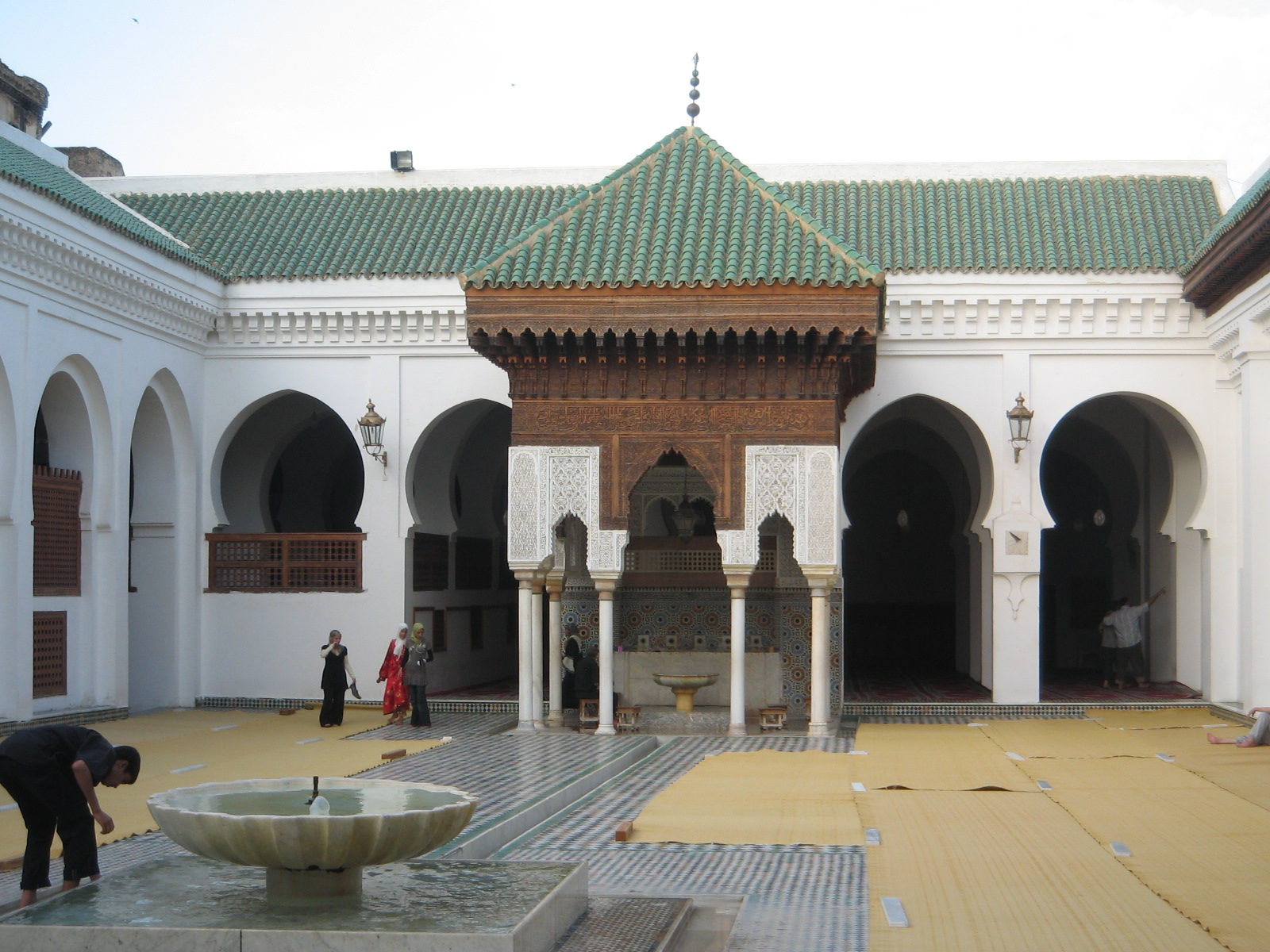
Dziedziniec meczetu Al-Karawijjin

### Opinie świata naukowego
Istnienie Fatimy zostało zakwestionowane przez niektórych współczesnych historyków i historyczki, którzy postrzegali opowieść o dwóch siostrach zakładających dwa najsłynniejsze meczety w Fezie jako opartą na legendzie. Taką teorię zaprezentował Roger Le Tourneau. Również badacz architektury islamu Jonathan Bloom twierdzi, że opowieść o początkach meczetów należy bardziej do sfery tradycyjnej wyobraźni zbiorowej niż do historii i zwraca uwagę, że żadna część meczetu nie powstała wcześniej niż w X wieku. Poza tym zapiski Ibn Abi Zara, z których wiemy o Fatimie, są oceniane przez współczesnych badaczy i badaczki jako stosunkowo niewiarygodne źródło.
Podczas renowacji meczetu w XX wieku na jego fundamencie odnaleziono napis ukryty dotąd pod warstwami tynku. Wyryty na panelach z drewna cedrowego pismem kufickim, bardzo podobnym do inskrypcji fundamentowych w Tunezji z IX wieku, został odkryty na ścianie nad prawdopodobnym miejscem pierwotnego mihrabu meczetu (przed późniejszą rozbudową budynku). Gaston Deverdun odszyfrował, że według inskrypcji założenie tego meczetu miało miejsce w lipcu–sierpniu 877. Założyć go miał Dawid ibn Idris (syn Idrisa II, który rządził wówczas tą częścią Maroka). Według sugestii Deverduna inskrypcja może pochodzić z innego niezidentyfikowanego meczetu i została tu później przeniesiona (prawdopodobnie w XV lub XVI wieku). Wówczas w Fezie odrodził się kult Idryzydów, a takie pozostałości miałyby znaczenie religijne, by można je było ponownie wykorzystać. Chafik Benchekroun argumentował, że bardziej prawdopodobne jest to, że ta inskrypcja jest oryginalną inskrypcją fundacyjną meczetu Al-Karawijjin i że mogła zostać zakryta w XII wieku, tuż przed przybyciem do miasta Almohadów. Według badacza Fatima al-Fihri jest raczej postacią legendarną niż historyczną.

## Meczet i uniwersytet
Według Ibn Abi Zara Fatima wykorzystała majątek po ojcu na budowę meczetu nazwanego na cześć imigrantów z jej miasta. Kiedy ludzie przestali się mieścić w budynku, Fatima kupiła meczet zbudowany około 845 pod nadzorem sułtana Maroka Yahya ibn Muhammada i dwukrotnie go rozbudowała. Sama nadzorowała prace budowlane. Tunezyjski historyk Hassan Hosni Abdelwahab napisał, że wykorzystała jednie zasoby z ziemi, którą kupiła: z niej pozyskiwała wodę, piasek itp. Budowa meczetu trwała 18 lat. Według marokańskiego historyka Abdelhadiego Tazi Fatima Al-Fihri pościła aż do zakończenia budowy meczetu.
Nie wiadomo, kiedy obiekt stał się uniwersytetem Al-Karawijjin. Może stało się to za panowania dynastii Almorawidów w XI wieku, może w XIV wieku za dynastii Marynidów. Wówczas Fez stał się stolicą Maroka. Kolejni władcy dofinansowywali działanie meczetu i uczelni. Z czasem w placówce obok teologii i recytacji Koranu zaczęto wykładać prawo, matematykę i astronomię. Prowadzono lekcje muzyki i zajęcia z medycyny. Studiowali tu muzułmanie, Żydzi i chrześcijanie, m.in. Awerroes, Ibn Hazm, holenderski orientalista i matematyk Jacob van Gool, Majmonides oraz Gerbert z Aurillac, późniejszy papież Sylwester II. Uniwersytet jest uważany za najstarszy na świecie.